# Expedições botânicas

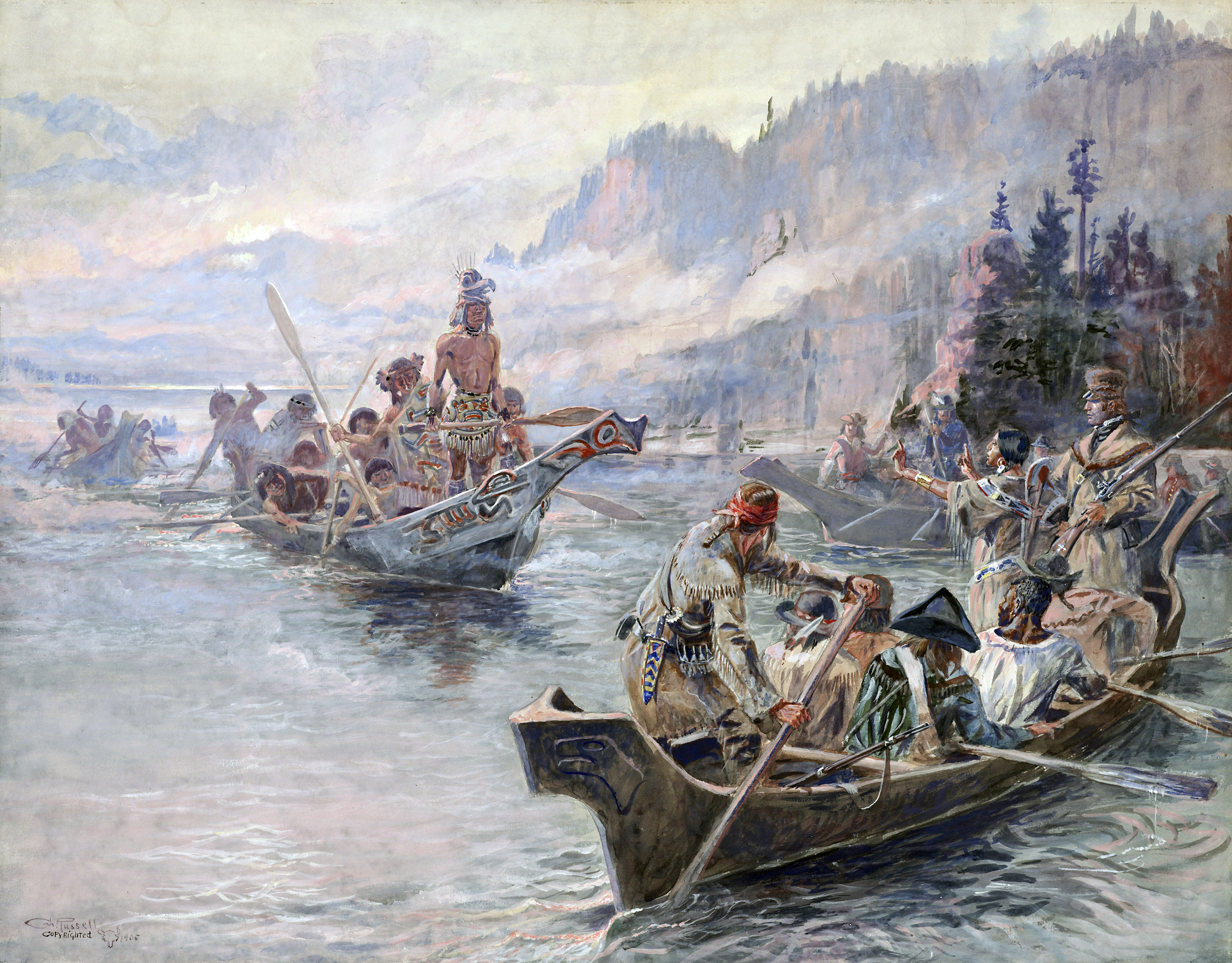
Expedição de Lewis e Clark no baixo rio Columbia Charles Marion Russell, 1905

Expedições botânicas (às vezes chamadas de "caça às plantas") são viagens científicas projetadas para explorar a flora de uma região específica, seja como um projeto específico ou parte de uma expedição maior. Um naturalista ou botânico seria responsável pela identificação, descrição e coleta de espécimes. Em alguns casos, as plantas podem ser coletadas pela pessoa no campo, mas descritas e nomeadas por um cientista patrocinado pelo governo em um jardim botânico ou universidade. Por exemplo, espécies coletadas na Expedição Lewis e Clark foram descritas e nomeadas por Frederick Traugott Pursh.
Embora relatos de coleta de plantas ocorram na antiguidade, uma base científica surgiu durante o Renascimento e foi associada ao estabelecimento de jardins botânicos e ao ensino da botânica como disciplina. A prática de expedições botânicas atingiu o auge no final do século XVIII e durante o século XIX com a organização sistemática de plantas em classificações taxonômicas. A coleta de plantas atraiu uma série de críticas de exploração e colonialismo, levando ao estabelecimento de regulamentações e salvaguardas internacionais.

## Descrição

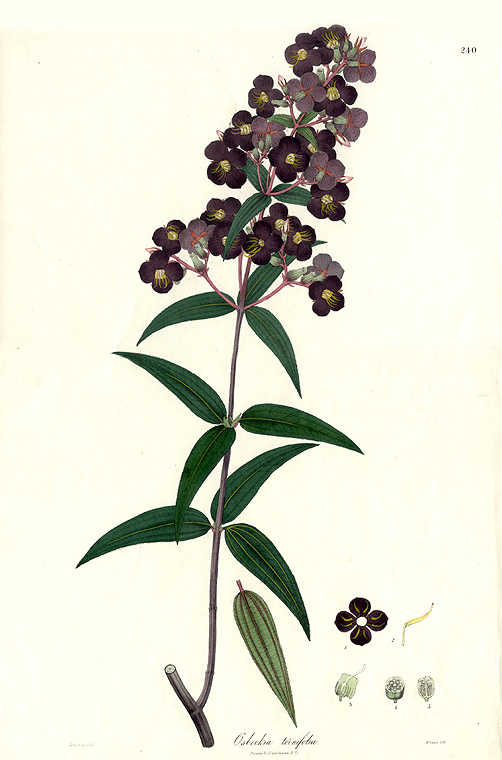
Osbeckia ternifolia de Plantae Asiaticae Rariores de Wallich (1830-2)

As expedições botânicas são frequentemente referidas como "caça às plantas" (ou menos comumente "botanomania"). São principalmente viagens ou jornadas científicas projetadas para explorar a flora de uma região específica. Em alguns casos, essa expedição pode ser projetada especificamente para explorar a flora ou fazer parte do estudo geral da história natural ou da geografia da região. Um naturalista ou botânico da expedição seria responsável por identificar, descrever e desenhar ou fotografar as plantas, coletar espécimes usando equipamentos como uma prensa de plantas ou uma caixa Wardian e identificar aquelas de potencial importância econômica. Em expedições botânicas financiadas por governos, as plantas eram frequentemente coletadas pela pessoa no campo, mas descritas e nomeadas por cientistas patrocinados pelo governo em jardins botânicos e universidades. Por exemplo, muitas das espécies coletadas na Expedição Lewis e Clark foram descritas e nomeadas por Frederick Traugott Pursh.

As expedições botânicas foram motivadas por diversos motivos, como descobertas científicas, incentivos econômicos em termos de recursos ou pelo comércio de horticultura, como o empreendimento Veitch no final do século XIX. A coleta em campo e o transporte representaram desafios consideráveis. Inicialmente, espécimes secos, juntamente com descrições e desenhos, eram a principal forma de ampliar o conhecimento da flora. Exemplos incluem os desenhos de artistas locais descritos por Wallich nos jardins botânicos de Calcutá no início do século XIX. Essas descrições iniciais tornaram-se então o “tipo”, ou referência, para descrições subsequentes do táxon. O transporte de espécimes vivos era inicialmente repleto de riscos, conforme descrito por John Lindley, da Sociedade Hortícola de Londres, em 1824, com uma estimativa de sobrevivência em 1819, sendo de um em mil. Este problema foi consideravelmente melhorado pelo desenvolvimento do caso Wardian em 1829.
O trabalho do coletar plantas é descobrir as belezas ocultas do mundo, para que outros possam compartilhar sua alegria. Frank Kingdon-Ward, Da China a Hkamti Long, 1924.

## História
A recolha sistemática de plantas data do Renascimento, embora os relatos de recolha organizada remontem aos faraós de 2000 a.C que ilustraram plantas e árvores que encontraram em suas campanhas militares no exterior, enquanto a Rainha Hatsheput (c. 1507–1458 a.C) enviou uma expedição para trazer incenso de Punt (provavelmente a atual Somália). Mais tarde, Alexandre, o Grande (356–323 a.C) traria plantas de suas expedições, aumentando o nível de conhecimento botânico de sua época e estabelecendo as Rotas da Seda entre o Extremo Oriente e a Europa. Após a queda de Constantinopla em 1453, a ênfase mudou para as rotas marítimas de exploração. O Renascimento trouxe uma nova compreensão das plantas a partir do estudo de textos antigos, em particular os de Aristóteles e Teofrasto, levando não apenas à coleta, mas também ao estabelecimento de jardins botânicos (como os de Pisa e Pádua na década de 1540 e Bolonha em 1568), à publicação de herbários que descreviam as plantas e ao ensino de botânica nas universidades. Além da coleta e cultivo de plantas vivas nos jardins, surgiu o hortus siccus (jardim seco) para espécimes secos e o jardim físico para plantas medicinais. Os primeiros caçadores profissionais foram provavelmente os Tradescants do século XVII. Muitas das expedições mais importantes ocorreram no final do século XVIII e XIX com a organização sistemática de plantas em classificações taxonômicas. Havia muitos perigos envolvidos nas expedições de coleta de plantas, e algumas terminavam tragicamente.

## Crítica
A caça às plantas tem sido alvo de críticas por seu passado eurocêntrico e colonialista, além de ter sido descrita como pirataria e roubo. Isso, por sua vez, levou à criação da Convenção sobre Diversidade Biológica e da Convenção sobre Comércio Internacional de Espécies Ameaçadas de Extinção (CITES) para garantir que os países de onde as plantas se originaram também sejam beneficiados. também a riqueza que criou oportunidades para as nações europeias organizarem grandes expedições veio em parte da escravidão, enquanto vários dos primeiros coletores de plantas eram missionários, como Matteo Ricci, um padre jesuíta italiano que chegou à China em 1582. Outros colecionadores eram diplomatas e comerciantes que abasteciam os grandes jardins europeus. A caça às plantas não era necessariamente totalmente exploradora, pois muitos aproveitavam as oportunidades para também explorar, compreender e aprender com as culturas locais, como Maria Sibylla (1647). – 1717), um naturalista alemão que trabalhou nas colônias holandesas da América do Sul, e David Douglas (1799 – 1834), talvez mais conhecido por dar continuidade às descobertas de Lewis e Clark e pelo abeto de Douglas (Pseudotsuga menziesii). Outras críticas dizem respeito à falta de reconhecimento da contribuição considerável dos colaboradores locais. Mais uma vez, houve exceções, como Sherriff e Ludlow, que trabalharam no Himalaia nas décadas de 1930 e 1940.